# Merrie Melodies Starring Bugs Bunny & Friends
 (mai 2025).
Si vous disposez d'ouvrages ou d'articles de référence ou si vous connaissez des sites web de qualité traitant du thème abordé ici, merci de compléter l'article en donnant les références utiles à sa vérifiabilité et en les liant à la section « Notes et références ».
 (mai 2025).

Merrie Melodies Starring Bugs Bunny & Friends est une série d'animation américaine, coproduite par Warner Bros. Cartoons. La série est initialement diffusée le 17 septembre 1990 à 1992 en syndication puis au 14 septembre 1992 au 9 septembre 1994 sur Fox Kids.

## Épisodes

### Saison 1
- Un astérisque (*) désigne un dessin animé en noir et blanc colorisé par ordinateur.

| No. | 1er cartoon                  | 2e cartoon                              | 3e cartoon                    | Date de diffusion originale |
| --- | ---------------------------- | --------------------------------------- | ----------------------------- | --------------------------- |
| 1   | High Diving Hare             | Claws for Alarm                         | Fast and Furry-ous            | 17 septembre 1990           |
| 2   | Often an Orphan              | Mouse Wreckers                          | The Hasty Hare                | 18 septembre 1990           |
| 3   | Bully for Bugs               | Tweet and Sour                          | Henhouse Henery               | 19 septembre 1990           |
| 4   | The Scarlet Pumpernickel     | My Bunny Lies Over the Sea              | One Froggy Evening            | 20 septembre 1990           |
| 5   | From A to Z-Z-Z-Z            | Gee Whiz-z-z-z-z-z-z                    | Hillbilly Hare                | 21 septembre 1990           |
| 6   | Mutiny on the Bunny          | Deduce, You Say                         | Much Ado About Nutting        | 24 septembre 1990           |
| 7   | Mouse-Taken Identity         | Rabbit Fire                             | To Beep or Not to Beep        | 25 septembre 1990           |
| 8   | Frigid Hare                  | Kiss Me Cat                             | Dog Collared                  | 26 septembre 1990           |
| 9   | Bill of Hare                 | Lovelorn Leghorn                        | The Hypo-Chondri-Cat          | 27 septembre 1990           |
| 10  | Daffy Dilly                  | Stooge for a Mouse                      | What's Opera, Doc?            | 28 septembre 1990           |
| 11  | Roman Legion-Hare            | Golden Yeggs                            | Scaredy Cat                   | 1er octobre 1990            |
| 12  | Little Boy Boo               | Dough Ray Me-Ow                         | Show Biz Bugs                 | 2 octobre 1990              |
| 13  | Transylvania 6-5000          | Bear Feat                               | Zip 'N Snort                  | 3 octobre 1990              |
| 14  | Curtain Razor                | Weasel While You Work                   | Bugs and Thugs                | 4 octobre 1990              |
| 15  | Robot Rabbit                 | Dog Gone South                          | Putty Tat Trouble             | 5 octobre 1990              |
| 16  | Duck! Rabbit, Duck!          | Zoom at the Top                         | Wild Wild World               | 8 octobre 1990              |
| 17  | The Slap-Hoppy Mouse         | Wholly Smoke*                           | Sahara Hare                   | 9 octobre 1990              |
| 18  | Stork Naked                  | Feline Frame-Up                         | His Hare-Raising Tale         | 10 octobre 1990             |
| 19  | Broom-Stick Bunny            | A Sheep in the Deep                     | Jeepers Creepers*             | 11 octobre 1990             |
| 20  | Feather Dusted               | Ready, Set, Zoom!                       | Rabbit's Kin                  | 12 octobre 1990             |
| 21  | A Star is Bored              | An Egg Scramble                         | Yankee Dood It                | 15 octobre 1990             |
| 22  | Stupor Duck                  | Spaced Out Bunny                        | Caveman Inki                  | 16 octobre 1990             |
| 23  | Strife with Father           | Highway Runnery                         | Rabbit Romeo                  | 17 octobre 1990             |
| 24  | The Iceman Ducketh           | Of Rice and Hen                         | Porky Pig's Feat*             | 18 octobre 1990             |
| 25  | I Gopher You                 | Bowery Bugs                             | Snow Business                 | 19 octobre 1990             |
| 26  | Ballot Box Bunny             | Boulder Wham!                           | Gone Batty                    | 22 octobre 1990             |
| 27  | Riff Raffy Daffy             | Apes of Wrath                           | Dime to Retire                | 23 octobre 1990             |
| 28  | Strangled Eggs               | A Fox in a Fix                          | Person to Bunny               | 24 octobre 1990             |
| 29  | Baby Buggy Bunny             | Out and Out Rout                        | Pappy's Puppy                 | 25 octobre 1990             |
| 30  | A Bear for Punishment        | Porky's Pooch*                          | This is a Life?               | 26 octobre 1990             |
| 31  | Wild and Woolly Hare         | Bell Hoppy                              | Rocket Squad                  | 29 octobre 1990             |
| 32  | Quack Shot                   | Captain Hareblower                      | The Leghorn Blows at Midnight | 30 octobre 1990             |
| 33  | Tom Tom Tomcat               | Whoa, Be-Gone!                          | The Hasty Hare                | 31 octobre 1990             |
| 34  | The Prize Pest               | Bewitched Bunny                         | The Mouse That Jack Built     | 1er novembre 1990           |
| 35  | Cracked Quack                | Roman Legion-Hare                       | Kiddin' the Kitten            | 2 novembre 1990             |
| 36  | Rabbit Seasoning             | Stop! Look! And Hasten!                 | The Honey-Mousers             | 5 novembre 1990             |
| 37  | A Fractured Leghorn          | Paying the Piper                        | My Bunny Lies Over the Sea    | 6 novembre 1990             |
| 38  | The Super Snooper            | Portrait of the Artist as a Young Bunny | Goo Goo Goliath               | 7 novembre 1990             |
| 39  | To Hare is Human             | The Ducksters                           | Go Fly a Kit                  | 8 novembre 1990             |
| 40  | Little Red Rodent Hood       | Shot and Bothered                       | Ballot Box Bunny              | 9 novembre 1990             |
| 41  | Southern Fried Rabbit        | Double or Mutton                        | Crockett-Doodle-Do            | 12 novembre 1990            |
| 42  | Greedy for Tweety            | Gopher Broke                            | Hillbilly Hare                | 13 novembre 1990            |
| 43  | False Hare                   | Beep Prepared                           | Chow Hound                    | 14 novembre 1990            |
| 44  | Boston Quackie               | Bill of Hare                            | Porky's Duck Hunt*            | 15 novembre 1990            |
| 45  | Big House Bunny              | Rocket-bye Baby                         | A Coy Decoy*                  | 16 novembre 1990            |
| 46  | Bonanza Bunny                | Chaser on the Rocks                     | Cats A-Weigh!                 | 19 novembre 1990            |
| 47  | You Were Never Duckier       | The Unmentionables                      | Early to Bet                  | 20 novembre 1990            |
| 48  | Pop 'im Pop                  | Frigid Hare                             | Bugged by a Bee               | 21 novembre 1990            |
| 49  | Horse Hare                   | Porky's Bear Facts*                     | A Hound for Trouble           | 22 novembre 1990            |
| 50  | Rebel Rabbit                 | Run, Run, Sweet Road Runner             | The EGGcited Rooster          | 23 novembre 1990            |
| 51  | Barbary Coast Bunny          | Lickety-Splat                           | Sleepy Time Possum            | 26 novembre 1990            |
| 52  | The Foghorn Leghorn          | Porky's Midnight Matinee*               | A Star is Bored               | 27 novembre 1990            |
| 53  | Tweet Zoo                    | Wideo Wabbit                            | Don't Give Up the Sheep       | 28 novembre 1990            |
| 54  | People Are Bunny             | War and Pieces                          | The Bee-Deviled Bruin         | 29 novembre 1990            |
| 55  | The Daffy Duckaroo*          | Sock-a-Doodle-Do                        | Lighter Than Hare             | 30 novembre 1990            |
| 56  | Bugs Bunny's Christmas Carol | Raw! Raw! Rooster!                      | Just Plane Beep               | 3 décembre 1990             |
| 57  | Freudy Cat                   | Baby Buggy Bunny                        | The Lion's Busy               | 4 décembre 1990             |
| 58  | Bushy Hare                   | Porky & Daffy*                          | Cheese It, the Cat!           | 5 décembre 1990             |
| 59  | The Slick Chick              | Apes of Wrath                           | Puss n' Booty*                | 6 décembre 1990             |
| 60  | Wise Quackers                | Clippety Clobbered                      | The Windblown Hare            | 7 décembre 1990             |
| 61  | 14 Carrot Rabbit             | The Pest That Came to Dinner            | Tired and Feathered           | 10 décembre 1990            |
| 62  | The High and the Flighty     | Two's a Crowd                           | A-Lad-In His Lamp             | 11 décembre 1990            |
| 63  | The Dixie Fryer              | Prince Varmint                          | Mouse Warming                 | 12 décembre 1990            |
| 64  | Rebel Without Claws          | Woolen Under Where                      | Rabbit Seasoning              | 13 décembre 1990            |
| 65  | Hare-Abian Nights            | To Itch His Own                         | Bye, Bye Bluebeard            | 14 décembre 1990            |